# Stefania Constantini
Stefania Constantini (Pieve di Cadore, 15 aprile 1999) è una giocatrice di curling italiana.

## Carriera
Approccia il mondo del curling all'età di 8 anni. Dopo avere militato dal 2009 al 2011 nel Curling Club Olimpia, entra a far parte del Curling Club Dolomiti. La prima apparizione internazionale risale al 2016, quando ha rappresentato l'Italia nei Giochi olimpici giovanili a Lillehammer. Nel 2017 ha partecipato agli Europei a San Gallo ottenendo la medaglia di bronzo nella gara femminile, insieme a Veronica Zappone, Diana Gaspari, Chiara Olivieri ed Angela Romei. Ha preso parte ai campionati europei anche nel 2018, nel 2019 e nel 2021. Ha disputato i campionati mondiali nel 2018 e nel 2021. Nel 2019 ha anche partecipato alle Universiadi invernali. Nel 2021 transita al Gruppo Sportivo Fiamme Oro. Ai XXIV Giochi olimpici invernali di Pechino, nel 2022, ha preso parte per la prima volta ai giochi olimpici, ottenendo la medaglia d’oro, prima medaglia olimpica della storia dell'Italia per il curling, in coppia con Amos Mosaner nel doppio misto dopo avere vinto tutti gli incontri. Nell'aprile dello stesso anno prende parte ai mondiali doppio misto di Ginevra, facendo coppia con Sebastiano Arman a causa dell'infortunio di Mosaner.
Nel 2023 ottiene la sua seconda medaglia nei campionati europei, la prima da skip, perdendo di misura la finale contro la Svizzera. 
Nel 2025 torna, in occasione dei mondiali di doppio misto, a fare coppia con Amos Mosaner per la prima volta dai vittoriosi Giochi Olimpici, ottenendo la medaglia d'oro (la prima della storia del curling italiano nelle rassegne mondiali) e vincendo tutti gli undici incontri disputati.

## Palmarès

### Olimpiadi
- Oro a Pechino 2022

### Mondiali di doppio misto
- Oro a Fredericton 2025

### Europei
- Bronzo a San Gallo nel 2017
- Argento ad Aberdeen nel 2023